# Boba
Boba is een plaats (község) en gemeente in het Hongaarse comitaat Vas. Boba telt 846 inwoners (2001).